# Cmentarz żydowski w Praszce
Cmentarz żydowski w Praszce – znajduje się przy obecnej ul. Wyszyńskiego u podnóża Wzgórz Brunatnych. Powstał w 1823. W 1942 był miejscem rozstrzelania grupy Żydów z getta w Praszce, co upamiętnia stosowny pomnik. Cmentarz ma powierzchnię 1,48 ha. Na terenie cmentarza zachowało się około 400 nagrobków.
Cmentarz wpisany jest do rejestru zabytków województwa opolskiego (decyzja nr A/500/89 z 21.11.1989).